# Сульфид-оксид нептуния
Сульфид-оксид нептуния — неорганическое соединение,
оксосоль нептуния и сероводородной кислоты
с формулой NpOS,
чёрные кристаллы.

## Получение
- Прокаливание сульфида нептуния(II) в кислороде:

{\displaystyle {\mathsf {2NpS+O_{2}\ {\xrightarrow {T}}\ 2NpOS}}}

## Физические свойства
Сульфид-оксид нептуния образует чёрные кристаллы 
тетрагональной сингонии,
пространственная группа P 4/nmm,
параметры ячейки a = 0,3817 нм, c = 0,6641 нм, Z = 2.